# أوداير سوزا
أوداير سوزا (بالبرتغالية: Odair Souza‏) (4 فبراير 1982 في البرازيل - ) هو لاعب كرة قدم برازيلي في مركز الوسط. لعب مع أتلتيكو باراناينسي ونادي جوينفيل ونادي شابيكوينسي ونادي غوياس ونادي فيغورينسي ونادي كريسيوما ونادي لوندرينا ونادي كاشياس دو سول ونادي فيرانوبوليس وSociedade Esportiva, Recreativa e Cultural Guarani ‏.

## وصلات خارجية
- أوداير سوزا على موقع Soccerway.com (الإنجليزية)